# The Forge
The Forge es una película dramática bíblica cristiana estadounidense de 2024 dirigida por Alex Kendrick y coescrita por Stephen Kendrick. Un spin-off de War Room, es la novena película de los hermanos Kendrick y la sexta a través de su subsidiaria, Kendrick Brothers Productions. Sus cinco películas iniciales fueron creadas bajo el sello Sherwood Pictures. Está protagonizada por Cameron Arnett, Priscilla Shirer, Aspen Kennedy, Karen Abercrombie, TC Stallings, BJ Arnett, Ken Bevel, Benjamin Watson, Jonathan Evans, Jerry Shirer y Tommy Woodard.
La película se estrenó en Estados Unidos el 23 de agosto de 2024, recibiendo críticas positivas. Ha recaudado más de 20 millones de dólares en todo el mundo.

## Sinopsis
Después de graduarse de la escuela secundaria sin ningún plan para el futuro, Isaiah recibe un empujón para comenzar a tomar mejores decisiones en la vida.

## Reparto
- Cameron Arnett como Joshua Moore
- Priscilla Shirer como:
  - Cynthia Wright, hermana gemela idéntica de Elizabeth
  - Elizabeth Jordan, hermana gemela de Cynthia (repitiendo su papel de War Room)
- Aspen Kennedy como Isaiah Wright, el hijo adolescente de Cynthia.
- Karen Abercrombie como Miss Clara Williams (repitiendo su papel de War Room)
- T.C. Stallings como Tony Jordan, el marido de Elizabeth (repitiendo su papel de War Room)
- Alena Pitts como Danielle Jordan, Hija de Tony y Elizabeth (repitiendo su papel de War Room)
- BJ Arnett como Janelle Moore, la esposa de Joshua
- Ken Bevel como James
- Benjamin Watson
- Jonathan Evans como Jonathan
- Jerry Shirer como Vaughn
- Tommy Woodard como Bobby
- Marianne Haaland como Wanda

## Producción
En noviembre de 2023, se reveló que una película de drama cristiano dirigida por Alex Kendrick titulada The Forge había completado la fotografía principal de junio a julio en Albany, Georgia. Cameron Arnett, Priscilla Shirer, Aspen Kennedy, Karen Abercrombie, TC Stallings, BJ Arnett, Ken Bevel, Benjamin Watson, Jonathan Evans, Jerry Shirer y Tommy Woodard completan el reparto.

## Estreno
The Forge fue estrenada en Estados Unidos por Sony Pictures Releasing el 22 de agosto de 2024.